# Thorfinn Karsson
Thorfinn Karsson fue un caudillo vikingo, influyente bóndi de la isla de Haramarsey (Haramsøy), Sunnmøre en Noruega a finales del siglo X y principios del XI. Aparece como personaje de la saga de Grettir donde se alternan perfiles históricos y relatos fantásticos. Thorfinn era hijo de Kar el Viejo de quien heredó su hacienda; era un hombre hospitalario, sabía disfrutar de las cosas de la vida y gustaba agasajar a sus invitados y harcelos felices. Dominaba toda la isla de Haramarsey, una gran propiedad donde nadie más se atrevió a compartir ya que los vecinos alimentaban la superstición que el fantasma de Kar vagaba por esas tierras como draugr desde su muerte, aunque nadie había recibido mal alguno mientras estuviera bajo la protección de su hijo.
Era fiel aliado y sabio consejero del jarl de Lade Eirik Hákonarson a quien apoyó para la abolición del holmgang por parte de los berserkers en territorio noruego, declarando proscritos a los que diezmaban las costas y propiedades de los granjeros. Thorfinn fue especialmente beligerante y hostil durante la regencia de Sveinn Hákonarson contra dos hermanos, Thorir el Panzudo y Ogmund el Malvado de Hålogaland, quienes habían causado muchos males en su zona de influencia y quienes juraron vengarse del bóndi Thorfinn. Según la saga, no lo lograron pues ambos fueron aniquilados junto a diez de sus hombres por sirvientes del bóndi y Grettir, en un intento de invadir la isla aprovechando la ausencia de Thorfinn durante las festividades de Yule.